# Parafia Chrystusa Króla we Wrocławiu
Parafia Chrystusa Króla we Wrocławiu znajduje się w dekanacie Wrocław-Śródmieście w archidiecezji wrocławskiej. 
Jej proboszczem od 2021 roku jest ks. Wiesław Pindel SDB. Obsługiwana przez księży Salezjanów. Erygowana w 1939. Mieści się przy ulicy Młodych Techników 17.

## Zasięg parafii
Do parafii należą wierni z Wrocławia mieszkający przy ulicach: Czarnieckiego, Długiej, Dmowskiego (nry 1–21), Głogowskiej, Inowrocławskiej, Kępa Mieszczańska, Kruszwickiej, Legnickiej (nr 21 i 27), Litomskiej, Lubińskiej, Łęczyckiej, Mieszczańskiej, Młodych Techników, Poznańskiej, Rybackiej, Słubickiej, Szczepińskiej, Szprotawskiej, Ścinawskiej, Środkowej, Zachodniej i Zielonogórskiej.